# Club Atlético River Plate (voleibol)
O Club Atlético River Plate ,  é um clube poliesportivo argentino da cidade de Buenos Aires com destaque também para o voleibol masculino e feminino que atualmente disputam a elite nacional.

## Histórico
Há quase cinquenta anos o clube funda seu departamento de voleibol masculino e desde o início da Liga Metropolitana participa alcançando bons resultados, na terceira participação disputou a final e após o mesmo intervalo de anos conquistou seu primeiro título na referida competição.Em 1989 conquistou a medalha de bronze no Campeonato Sul-Americano de Clubes realizado em Santiago (Chile).
Na década de 90 com melhor investimento no plantel e na comissão técnica os resultados foram mais expressivos, com a chegada em 1996 do técnico Marcelo Méndez para dirigir o naipe masculino alcançaram dois títulos da Liga Metropolitana e o título da Liga A Argentina de 1998-99 contando no elenco os brasileiros Marcos Dreyer
 e Jefferson, também tinha Ariel Giorello, Luis Gálvez (capitão), Marcelo Román, Diego Gutiérrez, Nicolás Bacigalup (líbero), Diego Bonini e Francisco Finolli.Em 1999 sem a chancela da Confederação Sul-Americana de Voleibol, disputou o Campeonato Sul-Americano de Clubes Campeões em Cali ocaisão que terminou com o bronze
No período esportivo o time masculino foi campeão do Súper 4 na temporada de 2002-03, depois foi vice-campeão da Liga A2 Argentina na temporada de 2014-15 e voltou a elite nacional em 2016 terminando com o vice-campeonato da Liga A2 Argentina realizando um bom trabalho com as categorias de base e conquistou o título da Divisão de Honra Metropolitana em 2018.
No naipe feminino o River tem quatro títulos nacionais, na mesma temporada que o masculino, ou seja, 1998-99, o bicampeonato na edição do período de 2004-05 e o tricampeonato em 2005-06 e o tetracampeonato em 2006-07.
Na edição da Copa LVA Social Banco Nación de 2019 sagrou-se vice-campeão em Morón ao ser derrotado por 3 a 2 (25-18, 21-25, 28-26, 24-26 e 15-8) peloCiudad Vóley.

## Voleibol masculino
Campeonato Sul-Americano de Clubes:
- Terceiro posto:1989

 Campeonato Sul-Americano de Clubes Campeões:
- Finalista:1999[5]

 1 Campeonato Argentino A1
- Campeão:1998-99

 Copa LVA Social
- Finalista: 2019

 0 Campeonato Argentino A2
- Finalista:2014-15 e 2016

 Torneio Super 4
- Finalista:2002-03

 8 Liga Metropolitana
- Campeão:1956, 1957, 1971, 1997, 1999, 2000, 2005, 2011(Clausura).

## Voleibol feminino
4 Campeonato Argentino A1
- Campeão:1998-99, 2004-05, 2005-06 e 2006-07

 2 Liga Metropolitana
- Campeão:2005 e 2007
- Finalista:2016